# Rosanna Buchauer
Rosanna Buchauer (* 3. Mai 1990 in Inzell) ist eine deutsche Trail- und Ultraläuferin.

## Werdegang
Rosanna Buchauer wuchs in Bayern auf und war in ihrer Kindheit und Jugend im Eisschnelllauf aktiv.
Während ihres Studiums in Innsbruck kam sie 2014/15 zum Traillaufen.
Seit 2021 ist Buchauer Mitglied im Dynafit-Athletenteam. 2021 lief sie die Seven Summits im Stubai mit 110 km und 10.000 Höhenmetern in nur zwei Tagen.
2022 startete Buchauer bei den ersten kombinierten Berglauf- und Traillauf-Weltmeisterschaften (World Mountain and Trail Running Championships / WMTRC) in Thailand im Trikot des DLV und erreichte den fünften Platz.
2023 nahm Buchauer erneut an den Berg- und Traillauf-Weltmeisterschaften teil, auch dieses Mal mit dem fünften Platz im Trail Long, in der Teamwertung mit Platz zwei zusammen mit Katharina Hartmuth und Ida-Sophie Hegemann.
Buchauer lebt in Innsbruck und arbeitet als Projektmanagerin.

## Sportliche Erfolge (Auswahl)
2018
- 2. Platz, Großglockner Ultra Trail

2019
- 1. Platz, Chiemgau Ultra Trail

2021
- 1. Platz, Madeira Island Ultra Trail: MIUT 60

2022
- 1. Platz, Eiger Ultra Trail 51 km
- 5. Platz, Ultra-Trail du Mont-Blanc: Courmayeur-Champex-Chamonix (CCC) 101 km[6]
- 5. Platz, Berg- und Traillauf-Weltmeisterschaften 2021 Trail Long

2023
- 5. Platz, Berg- und Traillauf-Weltmeisterschaften 2023 Trail Long

2024
- 1. Platz, Lavaredo Ultra Trail
- 3. Platz, Ultra-Trail du Mont-Blanc: CCC
- 1. Platz, Snowman Race, Bhutan (186 km auf 5000 m Höhe)